# Gymnostomum simplicissimum
Gymnostomum simplicissimum är en bladmossart som beskrevs av Bridel 1826. Gymnostomum simplicissimum ingår i släktet kalkkuddmossor, och familjen Pottiaceae. Inga underarter finns listade i Catalogue of Life.